# Sønder Lem Sogn
Sønder Lem Sogn er et sogn i Ringkøbing Provsti (Ribe Stift).
I 1800-tallet var Ølstrup Sogn anneks til Sønder Lem Sogn. Begge sogne hørte til Bølling Herred i Ringkøbing Amt. Sønder Lem-Ølstrup sognekommune blev senere delt, så hvert sogn dannede sin egen sognekommune. Ved kommunalreformen i 1970 blev både Sønder Lem og Ølstrup indlemmet i Ringkøbing Kommune, der ved strukturreformen i 2007 indgik i Ringkøbing-Skjern Kommune.
I Sønder Lem Sogn ligger Sønder Lem Kirke i byen Højmark. Lem Sydsogns Kirke blev i 1932 indviet som filialkirke til Sønder Lem Kirke. I 1931 var Lem Sydsogn Kirkedistrikt oprettet i Sønder Lem Sogn. I 2010 blev kirkedistriktet udskilt som det selvstændige Lem Sogn.
I Sønder Lem og Lem sogne findes følgende autoriserede stednavne:
- Agerbo (bebyggelse)
- Bjerggårde (bebyggelse)
- Bækbo (bebyggelse)
- Degnbol (bebyggelse)
- Favrby (bebyggelse)
- Fårborg (bebyggelse, ejerlav)
- Gammelgårde (bebyggelse)
- Gråkær Bakke (bebyggelse)
- Hamborg Bakke (bebyggelse)
- Højmark (bebyggelse)
- Karsbæk (bebyggelse)
- Kolstrup (bebyggelse)
- Kærgård (bebyggelse)
- Lambæk (bebyggelse)
- Lem (stationsby)
- Nihøje (areal)
- Nygård (bebyggelse)
- Nymark (bebyggelse)
- Nørby (bebyggelse)
- Nørhede (bebyggelse)
- Refstrup (bebyggelse)
- Rindhuse (bebyggelse)
- Røgind Bæk (vandareal)
- Tophøj (areal)
- Vesterkær (bebyggelse)
- Vestertredje (bebyggelse)
- Øster Lem (bebyggelse, ejerlav)
- Østergård (bebyggelse)
- Østervang (bebyggelse)
- Ålbjerg (areal)